# Dawn Records (Verenigde Staten)
Dawn Records was een Amerikaans platenlabel uit de jaren vijftig, waarop vooral jazz uitkwam, maar ook popmuziek, rock-'n-roll, rhythm and blues en folk. Het label werd in 1954 opgericht als sublabel van Seeco Records en was eigendom van Sidney Siegel. Op het label verschenen jazzplaten van onder meer Gene Quill, Charlie Rouse met Julius Watkins, Zoot Sims met Bob Brookmeyer, Mat Matthews met Oscar Pettiford, Paul Quinichette, Al Cohn, Lucky Thompson met Gérard Pochonet, Randy Weston, Jimmy Raney en Rita Reys. Het label Blue Moon Records bracht later verschillende albums op cd opnieuw uit. Op het gebied van de rock and roll verschenen onder meer platen van de Royal Jokers, The Treniers, Tiny Webb en Lincoln Chase.
Dawn Records uit Amerika moet niet verward worden met het Britse label Dawn Records, waarop bijvoorbeeld platen van Donovan en John Kongos verschenen.